# 고어 원더러스 AFC
고어 원더레스 AFC(영어: Gore Wanderers Association Football Club)는 뉴질랜드 남부 마을인 고어에 연고를 둔 축구단이다. 사우스랜드에서 남녀 팀이 있는 유일한 시니어 구단이다.
구단은 고어의 이전 팀인 고어 로버스가 해체된 후인 1964년에 설립되었다. 1983년과 2017년에 사우스랜드의 시니어 대회인 도널드 그레이 메모리얼 컵에서 두 번 우승을 기록하기도 하였다. 이 팀은 2018년에 고어의 유소년 팀인 주니어 원더러스와 통합되었다.
또한 1965년부터 준정기적으로 국내 최고의 클럽 녹아웃 대회인 채텀 컵에 출전하여 데뷔 시즌 과 1967년에 마지막 16강에 올랐었다.